# Roche holocristalline
Une roche holocristalline est une roche (généralement plutonique) qui a été entièrement cristallisée pendant son refroidissement. Elle n'est donc formée que de cristaux, sans matrice vitreuse. Le granite et le gabbro sont des roches holocristallines. Ils peuvent par exemple se former dans les profondeurs d'un volcan, mais pas à la surface.